# 吉川友
吉川 友（きっかわ ゆう、1992年5月1日 - ）は、日本の女性アイドル、歌手、女優、タレント。茨城県出身。身長163cm。公式ニックネームはきっか。YU-M エンターテインメント所属（アップフロントクリエイトとの業務提携）。ENJOY!!常陸太田アンバサダー。

## 概要
2007年から2010年までハロー!プロジェクトの研修生ハロプロエッグとして活動。ハロー!プロジェクト新人公演に定期的に出演するほか、テレビ東京系テレビアニメ『きらりん☆レボリューション』内のユニット『MilkyWay』としてCDをリリースするなど経験を積む。2010年11月または12月にハロプロエッグの研修課程を修了し、2011年5月11日、シングル「きっかけはYOU!」で歌手としてソロデビューした。
この他、2014年から2018年まではチャオ ベッラ チンクエッティ（旧グループ名・THE ポッシボー。2018年8月2日を以ってグループ解散）・吉川友・アップアップガールズ（仮）の3組によるグループ『チーム・負けん気』としても活動していた。

## 略歴
同年齢である久住小春に影響され、モーニング娘。の追加メンバーオーディションを受けようと決意し、2006年にモーニング娘。Happy8期オーディションを受け、最終審査まで残るも落選（最終審査の際、1週間に13回しか課題曲を聴いてこなかった事で ボイスレッスンを担当した菅井秀憲から激怒されるというエピソードもあった）。しかし、その後、2007年4月にハロー!プロジェクトの研修生・ハロプロエッグに加入したことが発表された。
2008年3月3日、久住小春・北原沙弥香とともにテレビアニメ『きらりん☆レボリューション』内のユニット『MilkyWay』のメンバーとしてメジャーデビューすることを発表。同時に同アニメの花咲こべに役として声優を務めることも発表された。4月30日には、MilkyWayの一員としてCDデビューした。翌2009年5月4日、中野サンプラザにて開催された「きらりん☆レボリューションファイナルステージ」において、MilkyWayとしての活動を終了した。
2010年11月28日、「2010 ハロー!プロジェクト新人公演11月 〜横浜JUMP!〜」終了後、ユニバーサルミュージック合同会社（ユニバーサルミュージックLLC）にて、ソロデビューすることが吉川本人に告げられた。12月24日、ハロプロエッグの研修課程を修了したことを発表。同時に翌年1月に行われる「Hello! Project 2011 WINTER 〜歓迎新鮮まつり〜」にオープニングアクトとして出演することを発表し、2011年1月2日、吉川友応援プロジェクト（モバイルサイト）を開設することを発表した。
2011年1月26日、デビュー公開記者会見を開き、映画『きっかけはYOU!』に主演として出演すること、映画主題歌の「きっかけはYOU!」をユニバーサルミュージックLLCの社内（カンパニー）レーベルであるユニバーサルJ（現・ポリドール）よりシングルとして発売し、ソロデビューすることを発表。4月29日、同映画が公開され、5月11日、同シングルでソロデビュー。同年10月5日、2枚目のシングル「ハピラピ 〜Sunrise〜」をリリース。2012年1月現在、このシングルがオリコンで4位になったことが芸能生活で一番嬉しかったことであるとしている。
2013年6月3日、キマグレンとともにユニット『きっかレン』を結成することを発表。6月12日に「カフェオーレのうた」（グリコ乳業「カフェオーレ」CM曲）「あいまいな関係」を配信限定で発売した。
2014年6月25日、本人初の両A面シングル『URAHARA テンプテーション/いいじゃん』をリリース。この作品より発売元がアップフロントワークスとなっているが、販売元に関してはこれまで通りユニバーサル ミュージック合同会社（ユニバーサルD）が担当している。
2018年9月12日、ぱいぱいでか美とのユニット「吉川友にぱいぱいでか美」を結成、「最高のオンナ」を配信開始。翌2019年3月2日には第二弾となる「可哀想なオンナ」を配信開始。

## 人物
特技はバスケットボール。そして、キャベツの千切りも特技。#略歴で述べた「デビュー公開記者会見」で披露した。
℃-ute大運動会予選会では、握力31kgと参加メンバー中ではダントツの高い数字を示し、腕相撲では同じハロプロエッグの古川小夏をすぐに倒す力であったため、矢島舞美に「吉川友ちゃんはスゴイ!」と評価された。
尊敬する先輩は、元モーニング娘。の久住小春である。
2011年以降ソロ活動を展開しているが、ハロプロエッグ時代はソロではなく、モーニング娘。のようにグループで活動したいと考えていた。ソロデビューすることが告げられた際も動揺し、コーヒーをこぼすなどしたという。しかし、ソロ活動を始めてからは、1パートしか歌えなかったハロプロエッグ時代と違い1曲全て歌えることに対し「ありがたい」と発言するなど、ソロ歌手としての意識が高まっている。2012年1月現在、グループで活動したいとは考えていない。
2012年頃から『わがままBODY』を自称、オフィシャルブログのタイトルにも取り入れている。ただし、吉川本人は、世間一般で言われる「出るところが出てウエストが引き締まってる」という意味ではなく、「不摂生な生活によるだらしない身体」のことだと思っていたという。
2020年に新型コロナウイルス感染拡大防止のため自宅待機が推奨されていた時期、「ひま粒し」と称して、果物の種など食べ物や粒を数えるという時間潰し手段をSNSに投稿。約150粒のミカンの砂瓤、約240粒のイチゴの痩果に飽き足らず、7000超粒のドラゴンフルーツの種を数えるなど、あまりに独特な時間潰しが話題を呼んだ。5月11日にはソロデビュー10年目を祝す意味合いも込めて、「ひま粒し」の投稿画像を元にした映像（michitomoが音楽を担当）を事務所社長が作成し、YouTubeに投稿された。また、この時間潰しの行動により、日本デルモンテの野菜ジュース「つぶ野菜」に関連した仕事のオファーが来たという。
2022年7月のとある日－友人と街中で某化粧品メーカーの肌チェックを受けてみると、肌の水分量が4％と表示され、ショックを受ける。今後、スキンケア/保湿に努めることを誓った。

## 作品

### シングル
| #  | 発売日         | タイトル                                               | 規格品番                                                                                            | 最高位 | 備考                                                    |
| -- | -------------- | ------------------------------------------------------ | --------------------------------------------------------------------------------------------------- | ------ | ------------------------------------------------------- |
| 01 | 2011年05月11日 | きっかけはYOU!                                         | UPCH-9627（初回限定盤A） UPCH-9628（初回限定盤B） UPCH-9629（初回限定盤C） UPCH-5686（通常盤）      | 009位  | 主演映画『きっかけはYOU!』主題歌                        |
| 02 | 2011年10月05日 | ハピラピ 〜Sunrise〜                                   | UPCH-9676（初回限定盤A） UPCH-9677（初回限定盤B） UPCH-9678（初回限定盤C） UPCH-5718（通常盤）      | 004位  | 汐留博覧会2011テーマソング 主演映画『Cheerfu11y』主題歌 |
| 03 | 2011年12月28日 | こんな私でよかったら                                   | UPCH-9687（初回限定盤A） UPCH-9688（初回限定盤B） UPCH-5724（通常盤）                               | 016位  |                                                         |
| 04 | 2012年07月11日 | ここから始まるんだ!                                    | UPCH-9752（初回限定盤A） UPCH-9753（初回限定盤B） UPCH-5756（通常盤）                               | 025位  |                                                         |
| 05 | 2012年09月26日 | ダーリンとマドンナ                                     | UPCH-9770（初回限定盤A） UPCH-9771（初回限定盤B） UPCH-5766（通常盤）                               | 018位  | アニメ『戦国コレクション』エンディングテーマ            |
| 06 | 2013年01月16日 | 世界中に君は一人だけ/Valentine's RADIO/ チョコレート魂 | UPCH-9830（初回限定盤A） UPCH-9831（初回限定盤B） UPCH-9832（初回限定盤C） UPCH-9833（初回限定盤D） | 019位  |                                                         |
| 07 | 2014年06月25日 | URAHARAテンプテーション/ いいじゃん                    | POCS-9051（初回限定盤） POCS-1158（通常盤）                                                         | 017位  |                                                         |
| 08 | 2014年10月29日 | あまいメロディー/ 「すき」の数え方                     | POCS-9067（初回限定盤A） POCS-9068（初回限定盤B） POCS-1187（通常盤）                               | 016位  |                                                         |
| 09 | 2015年05月06日 | 花                                                     | POCS-9081（初回限定盤A） POCS-9082（初回限定盤B） POCS-1312（通常盤）                               | 015位  |                                                         |
| 10 | 2016年06月01日 | 歯をくいしばれっっ!/ チャーミング勝負世代              | POCS-9131 （初回限定盤A） POCS-9132（初回限定盤B） POCS-1442（通常盤）                              | 023位  |                                                         |
| 11 | 2017年05月24日 | さよなら、スタンダード                                 | POCS-9162 （初回限定盤A） POCS-9163（初回限定盤B） POCS-1592（通常盤）                              | 031位  |                                                         |
| 12 | 2018年01月17日 | DISTORTION/ ときめいたのにスルー                       | POCS-9174 （初回限定盤A） POCS-9175（初回限定盤B） POCS-1668（通常盤）                              | 021位  |                                                         |

#### 配信限定
|    | 開始日          | タイトル                                   | 備考                                   |
| -- | --------------- | ------------------------------------------ | -------------------------------------- |
| 1  | 2018年05月23日  | NEO SUGAR SUGAR YOU                        | 全世界同時配信                         |
| 2  | 2018年09月12日  | 最高のオンナ（吉川友にぱいぱいでか美）     | 全世界同時配信                         |
| ３ | 2019年03月02日  | 可哀想なオンナ（吉川友にぱいぱいでか美）   | 全世界同時配信                         |
| 4  | 2019年05月01日  | 恋                                         | 全世界同時配信                         |
| 5  | 2019年07月31日  | 暁 -yoake-                                 | 全世界同時配信                         |
| 6  | 2020年03月10日  | 都会のオンナ（吉川友にぱいぱいでか美）     | 全世界同時配信                         |
| 7  | 2020年06月03日  | #ひま粒し                                  | 全世界同時配信                         |
| 8  | 2020年012月10日 | TABOO                                      | 全世界同時配信                         |
| 9  | 2021年07月07日  | どんな時も笑顔で                           | 全世界同時配信                         |
| 10 | 2021年07月21日  | 手を合わすオンナ（吉川友にぱいぱいでか美） | 全世界同時配信                         |
| 11 | 2022年03月30日  | ざっくばらんなサヴァイヴ                   | 全世界同時配信                         |
| 12 | 2022年07月27日  | SEAGULL                                    | 全世界同時配信                         |
| 13 | 2023年04月19日  | Unfamiliar（吉川と吉川）                   | 全世界同時配信                         |
| 14 | 2023年04月24日  | やがて愛の日が                             | KYORAKU「ぱちんこ新・必殺仕事人S」より |
| 15 | 2024年02月20日  | I LOVE YOUが言えない。                     |                                        |
| 16 | 2025年02月14日  | CityMoon                                   |                                        |

### アルバム
| #      | 発売日         | タイトル                   | 規格品番                                    | 最高位 |
| ------ | -------------- | -------------------------- | ------------------------------------------- | ------ |
| 01     | 2012年01月18日 | One for YOU!               | UPCH-9712（初回限定盤） UPCH-1860（通常盤） | 030位  |
| カバー | 2012年11月07日 | ボカリスト?                | UPCH-9782（初回限定盤） UPCH-1891（通常盤） | 040位  |
| 02     | 2013年04月24日 | Two YOU                    | UPCH-9855（初回限定盤） UPCH-1928（通常盤） | 059位  |
| ベスト | 2013年08月07日 | Best Of YOU!               | UPCH-9875（初回限定盤） UPCH-1941（通常盤） | 063位  |
| 03     | 2015年10月14日 | YOU the 3rd.〜WILDFLOWER〜 | POCS-9104（初回限定盤） POCS-1366（通常盤） | 023位  |

#### 配信限定
|   | 開始日        | タイトル    | 備考                         |
| - | ------------- | ----------- | ---------------------------- |
| 1 | 2022年5月11日 | KIKKAWA YOU | セルフカバー・ミニ・アルバム |

#### 参加アルバム
- きらりん☆レボリューション・ソング・セレクション4（2008年8月27日）
  - 「アナタボシ（こべにVer.)」、「サンサンGOGO（こべにVer.)」（花咲こべに starring 吉川 友）収録
- きらりん☆レボリューション・ソング・セレクション5（2009年3月18日）
  - 「はてはてな」（花咲こべに starring 吉川 友）収録[48]
- ぱちんこ新・必殺仕事人S（2023年4月24日）
  - 「あかね雲」「想い出は風の中」「Fate never die」収録

### DVD

#### ミュージックビデオ
- Music Video Clips vol.1（2013年4月24日）[46]

#### ライブ・コンサート
- ライブ! ドキュ! きっか!（2013年1月16日、ユニバーサルミュージック）[49]

#### イメージ
- YOU! 〜The DVD〜（2011年8月17日、ユニバーサルミュージック）[50]

#### 映画・ドラマ・舞台
- 猫目倶楽部2（2009年10月21日）[51]
- タイガーブリージング（2010年8月25日）[52]
- 怪談新耳袋 怪奇（2011年2月9日）[53]
- 映画『きっかけはYOU!』（2011年7月13日、ユニバーサルミュージック）[54]
- ドキュメントDVD 〜吉川友とその舞台裏〜（2011年7月13日、ユニバーサルミュージック）[55]
- 映画「Cheerfu11y（チアフリー）」（2012年1月18日、ユニバーサルミュージック）[56]
- 映画「Cheerfu11y（チアフリー）」〜The Making Of Cheerfu11y〜（2012年1月18日、ユニバーサルミュージック）[56]
- 「レシピエント」DVD（2012年4月）[57]
- 数学♥女子学園 DVD-BOX（2012年5月29日）[58]

## 出演

### テレビ

#### バラエティ番組
- ハロー!モーニング。（2006年、モーニング娘8期オーディション、テレビ東京）
- おはスタ（2008年 - 2009年、テレビ東京） - 花咲こべにとして出演
- ヒルナンデス!（2011年4月5日 - 2012年3月20日、日本テレビ） - 火曜日レギュラー。ロケゲストとしても登場[59]。
- 眠れぬ街のアプリンス（2011年6月9日 - 9月29日、日本テレビ）[60][61]

#### テレビドラマ
- 数学♥女子学園（2012年1月11日 - 3月28日、日本テレビ）[62] - 青山彩葉 役[63]
- スプラウト（2012年7月7日 - 9月29日、日本テレビ） - 早瀬遙 役
- ハンチョウ6〜警視庁安積班〜（2013年1月14日 - 3月18日、TBS） - 阿部桃子 役
- 裁判長っ!おなか空きました! 第2話（2013年10月12日、日本テレビ） - 江連マナ 役
- 乾杯戦士アフターV（2014年4月7日 - 6月22日、「乾杯戦士アフターV」製作委員会） - ヒロイン・ピンク 役[64][65]
  - 新★乾杯戦士アフターV（2015年10月3日 - 12月19日、「新★乾杯戦士アフターV」製作委員会）

#### 音楽番組
- 第58回NHK紅白歌合戦（2007年12月31日、NHK）[注釈 4]
- ハッピーMusic（2011年4月9日、日本テレビ）
- MUSIC JAPAN（2011年5月8日、NHK総合）
- ドリームクリエイター（2011年11月17日、テレビ東京）
- カミスン!（2011年11月28日、TBS）

#### テレビアニメ
- きらりん☆レボリューション（2008年 - 2009年、テレビ東京） - 花咲こべに 役[66]
- 戦国コレクション（2012年4月5日 - 9月27日、テレビ東京） - ベートーベン 役（COLLECTION-26）

#### その他
- 24時間テレビ34（2011年8月21日）
- BOAT RACEライブ（2017年1月6日）

### ラジオ
- ヤングタウン土曜日（2011年6月 - 、MBSラジオ、不定期出演）
- 吉川友 きっかり10分ちょっと!（2012年4月1日 - 2014年3月30日[67]、NACK5、『〜IDOL SHOWCASE〜 i-BAN!!』内レギュラーコーナー）[68]
- 吉川友のラジオやってみっかぁ!（2013年1月13日 - 2014年3月20日[69]、東海ラジオ放送）[70][71]
- しゃべくり一直線（2013年5月6日、NHKラジオ第一） - 司会

### ネット配信

#### バラエティ番組
- 吉川友の定期的に配信してみっか!（2013年12月12日 - 、Ustream）
- 吉川友のShowroomで配信してみっか!（2014年3月17日 - 、SHOWROOM）
- 矢口真里の火曜The NIGHT（2016年6月7日・11月28日・2018年9月25日・2020年1月8日[72]・4月8日、2022年9月21日、11月16日[73]、AbemaTV）
- 千鳥のニッポンハッピーチャンネル-トレンディドラマlong road - 佐伯恵 役

#### ウェブドラマ
- サクラ咲く（2016年3月6日 - 27日[74]、全4話、NOTTV）[75] - 立花亜麻里 役[76]
- BLACK DUCK（2020年5月6日、peep） - れいぴよ 役[77]
- 乾杯戦士 アフターV 激闘!オンライン飲み会（2020年5月27日、ZAIKO） - ピンク 役[78]

### 映画
- 怪談新耳袋 怪奇（2010年9月4日、キングレコード） - 一ツ木勇子 役[53][79]
- きっかけはYOU!（2011年4月29日、ユニバーサルミュージック） - 主演・吉川友 役[20]
- Cheerfu11y（2011年10月22日、ユニバーサルミュージック） - 主演・石川カンナ 役[80][81][注釈 5][82]
- 初恋〜お父さん、チビがいなくなりました（2019年5月10日、クロックワークス） - 若い時の志津子 役
- 白と黒の同窓会（2019年11月16日、ミカタ・エンタテインメント） - 主演・絵理奈 役[83]

### コンサート・イベント

#### 単独ライブ
- きっかフェス（2012年2月19日、新宿BLAZE、3公演）[84]
- 吉川友 1stアニバーサリーライブ（2012年5月4日・6日、TOKYO FM HALL、4公演）
- きっかフェス 〜Episode 3〜（2012年7月28日 - 8月3日、6公演）
- きっかフェス 4 YOU（2012年10月5日 - 8日、6公演）
- きっかフェス 5?（2012年11月17日、新宿BLAZE、2公演）
- きっかフェス 6 〜ザ・リクエスト・アワー〜（2013年1月25日、品川ステラボール）[85]
- 吉川 友 SPライブ2013秋 -Best of YOU!-（2013年9月23日、DUO MUSIC EXCHANGE、2公演）[86]
- 吉川 友「茨城凱旋スペシャルライブ!〜茨城っか!大好きっか!〜」（2014年8月9日、水戸ライトハウス、2公演）[87]
- 吉川友ライブツアー in台湾 〜友言実行！〜（2015年7月5日、中華民国・台北、Pipe Line Music ）[88]
- バースデーライブ 2017～さよなら、スタンダード～（2017年5月1日、RUIDO K-2）[89]
- YOU KIKKAWA LIVE TOUR 2019 〜友突猛進〜（2019年3月2日・3日、4公演）[90]
- 吉川友 スペシャルライブ ～ 微かな光 ～（2020年3月14日、柏PALOOZA）[91]
- 吉川友LIVE〜Spring Voice 〜（2021年3月21日、表参道GROUND）[92]
- 10th Anniversary STUDIO LIVE きっかけはMe!（2021年5月22日）[93]
- 吉川友 LIVE 2023の冬きっか（2023年1月28日、表参道GROUND）[94]
- 吉川友 LIVE 2023の夏きっか（2023年9月16日、LOFT HEAVEN）[95]
- 吉川友 You！と歌っちゃいな！ vol.3（2023年11月20日、LOFT HEAVEN）[96]
- 吉川友 LIVE 2024の生誕きっか（2024年5月1日、LOFT HEAVEN）[97]
- 吉川友 LIVE 2024の秋きっか（2024年9月1日、LOFT HEAVEN）[98]
- 吉川友 You！と歌っちゃいな！vol.6・7（2024年12月3日・4日、LOFT HEAVEN）[99][100]

#### ハロー!プロジェクト 合同コンサート
- Hello! Project 2011 WINTER 〜歓迎新鮮まつり〜（2011年1月2日 - 23日、3都市20公演） - オープニングアクト[7]
- Hello! Project 2011 SUMMER 〜ニッポンの未来は WOW WOW ライブ / YEAH YEAH ライブ〜（2011年7月17日 - 8月13日、3都市18公演） - オープニングアクト[101][102][103][104]
- Hello! Project 2012 WINTER ハロ☆プロ天国 〜ロックちゃん / ファンキーちゃん〜（2012年1月2日 - 22日、3都市19公演） - ゲスト出演[105][106]
- Hello! Project 誕生15周年記念ライブ 2012 夏 〜Ktkr（キタコレ）夏のFAN祭り! / Wkwk（ワクワク）夏のFAN祭り!〜（2012年7月21日 - 8月19日、3都市18公演） - ゲスト出演
- Hello! Project 誕生15周年記念ライブ2013冬 〜ブラボー!〜（2013年1月4日 - 26日）[107][108]
- Hello! Project COUNTDOWN PARTY 2013 〜GOOD BYE & HELLO!〜（2013年12月31日、中野サンプラザ）[109][110]
- Hello!Project 2014 SUMMER 〜KOREZO!〜 / 〜YAPPARI!〜（2014年8月10日、日本特殊陶業市民会館フォレストホール / 16日、中野サンプラザ、昼夜2公演 / 計3公演） - ゲスト出演[111]
- Hello! Project COUNTDOWN PARTY 2014 〜GOOD BYE & HELLO!〜（2014年12月31日、オリックス劇場・神戸国際会館こくさいホール）[112]
- Hello! Project 2015 WINTER 〜DANCE MODE!〜 / 〜HAPPY EMOTION!〜（2015年2月14日・15日、オリックス劇場、計3公演） - ゲスト出演

#### その他のコンサート・イベント
- めざましライブ（2011年8月8日、お台場合衆国）[113]
- 東日本大震災復興祭2011〜子供たちの未来のために〜（2011年10月30日、SHIBUYA-AX）[114]
- TOKYO IDOL FESTIVAL 2012（2012年8月5日、お台場・青海特設会場）
- a-nation stadium fes. Charge Go! ウイダーinゼリー（2012年8月25日、味の素スタジアム） - オープニングアクト
- 汐留博覧会2012 汐留☆アイドルカーニバル!2012 吉川友 LIVE 〜汐留で盛り上がってみっか〜（2012年8月27日、汐留AX）
- アニメ ウィークエンド アトランタ 2012（2012年8月28日 - 30日、アメリカ・アトランタ）
- ジャパンエキスポ
  - サントル公演（2012年10月27日・28日、フランス・オルレアン）
  - THAILAND（2017年2月10日、タイ・バンコク、セントラルワールド）[115]
  - MALAYSIA（2018年7月27日、マレーシア・クアラルンプール、Pavilion KL）[116]
  - THAILAND（2019年1月26・27日、タイ・バンコク、セントラルワールド）[117]
  - THAILAND（2020年1月31日～2月2日、タイ・バンコク、セントラルワールド）[118]
  - THAILAND（2023年2月3日～5日、タイ・バンコク、セントラルワールド）[119]
- ベルギー公演（2012年11月2日 - 4日、ベルギー・ブリュッセル）
- a-nation island powered by ウイダーinゼリー IDOL NATION 2013（2013年8月10日、国立代々木競技場第一体育館）[120]
- USA公演（2013年8月23日 - 25日、アメリカ・カリフォルニア州） - スペシャルゲスト&オフィシャルレポーター
- 定期イベント
  - 2013年11月3日、時事通信ホール[121]
  - 2013年12月23日、AKIBAカルチャーズ劇場[122]
  - 2014年1月25日、AKIBAカルチャーズ劇場[123]
  - 2014年2月1日、HeratLand STUDIO[123]
  - 2014年2月2日、心斎橋CLUB DROP[123]
- THE ポッシボーvs.吉川友vs.アップアップガールズ（仮）〜吉川友とポッシポッシガールズ（仮）〜（2014年2月6日 - 3月8日）[124]
- Anime Friends 2014（2014年7月14日、ブラジル・サンパウロ）[125]
- Natsumatsuri 2015（2015年2月25日、ペルー・リマ）[126]
- TOKYO IDOL FESTIVAL 2014（2014年8月2日・3日、お台場・青海特設会場）
- TOKYO IDOL FESTIVAL 2015（2015年8月1日・2日、お台場・青海エリア）
- TOKYO IDOL FESTIVAL 2016（2016年8月6日・7日、お台場・青海エリア）
- IDOLidge Carnival in TAIPEI（2016年10月1日・2日、台湾Jack’s Studio・花漾Hana展演空間）
- 2016 駁二動漫祭（2016年11月27日、高雄 駁二芸術特区 月光劇場）
- やぐフェス〜アイドルを原宿で見るか、アベマでみるか〜（2017年12月3日、原宿アストロホール）[127]
- @ JAM×TALE in Hong Kong（2018年3月10・11日、中国・香港、MUSIC ZONE @ E-Max）[128]
- VIVA LA ROCK EXTRA 「ビバラポップ!」（2018年5月6日、さいたまスーパーアリーナ ）[129]
- 『Fantasy Voyage』Voyage 3（2018年10月28日、TOKYO FM HALL）[130]
- アップアップガールズ（仮） VS. 眉村ちあき VS. 吉川友〜異常な3マンバトル〜（2019年4月16日、初台DOORS）[131]
- コトネの日（2019年5月10日、新宿ReNY）[132]
- SUMMER GIRLS 2019（2019年6月9日、OTODAMA SEA STUDIO）[133]
- ヤムのミニフェス～ありがとう表参道GROUND～（2023年7月31日、表参道GROUND）[134]
- やついフェス（2024年6月15日、渋谷WOMB）[135]

### 舞台
- 猫目倶楽部2（2009年7月23日 - 27日、シアターグリーン BIG TREE THEATER）[136] - 陽野（ひの）あさひ 役[25]
- 2009年秋季エッグ研修発表会〜女優宣言〜（2009年10月7日・9日、シアターグリーン BIG TREE THEATER）
- タイガーブリージング（2010年5月7日 - 11日、紀伊國屋ホール）[137] - 月舘すばる 役[138]
- 2010年秋季エッグ研修発表会〜女優宣言〜（2010年10月2日、時事通信ホール）[139]
- レシピエント（2012年2月29日 - 3月11日、紀伊國屋ホール）[140][141] - アイドルの役[142]
  - 「レシピエント」上映会&トークショー（2012年3月31日、シアター・ドラマシティ）[143]
- カワイクなくちゃいけないリユウ（2012年6月2日 - 10日、新国立劇場 小劇場 / 6月23日・24日、兵庫県立芸術文化センター阪急中ホール）[144]
  - リーディング カワイクなくちゃいけないリユウ（2013年2月9日・10日、新国立劇場 小劇場）[145]
- ザ・ベストハウス123 on Stage!! 〜おかしなおかしな探偵物語!…は、コレだ!!〜（2012年6月19日 - 21日、渋谷区総合文化センター大和田 伝承ホール） - ゲスト出演[146]
- 屋根の上のバイオリン弾き（2013年3月5日 - 4月14日、日生劇場 / 刈谷市総合文化センター 大ホール / シアターBRAVA!） - チャヴァ 役[147]
- 劇団「秦組」 vol.6『くるくると死と嫉妬』（2014年12月3日 - 11日、東池袋あうるすぽっと（豊島区立舞台芸術交流センター）[148]
- シアワセでなくちゃいけないリユウ＋カワイクなくちゃいけないリユウ（2015年1月22日 - 2月1日、新国立劇場 小劇場 / 2月7日・8日 松下IMPホール）[149]
- 三銃士（2016年8月、日生劇場） - コンスタンス 役
- 夜のピクニック（2016年9月17日 - 25日 / 2020年10月1日 - 10月4日（再演）、水戸芸術館ACM劇場） - 主演・榊杏奈 役[150][151]
- 遙かなる時空の中で3（2018年12月6日 - 10日、紀伊國屋サザンシアター TAKASHIMAYA / 12月14日 - 16日、サンケイホールブリーゼ） - 主演・春日望美 役[152]
  - 遙かなる時空の中で3 十六夜記（2021年1月22日 - 31日、サンシャイン劇場）
- 大悲 [story B 大悲 37m]（2019年7月19日 - 29日、紀伊國屋サザンシアター TAKASHIMAYA）[153]
- 誰ガ為のアルケミスト 舞台版『聖石の追憶』〜闇ヲ見つめる者〜（2019年9月26日 - 29日、博品館劇場） - カグラ 役
- Cutie Honey Emotional（2020年2月6日 - 9日、サンシャイン劇場） - ブラックハニー 役[154]
- 舞台「アクダマドライブ」（2022年3月10日 - 21日、品川プリンスホテル ステラボール / 3月26日・27日、COOL JAPAN PARK OSAKA WWホール） - 医者 役[155]
- 舞台「Little Fandango（リトル ファンダンゴ）」（2022年 6月10日-19日 EX THEATER ROPPONGI / 7月2日・3日 COOL JAPAN PARK OSAKA WWホール）- アポリナリア 役
- 舞台「転生したらスライムだった件」-魔王来襲編&人魔交流編-（2024年7月25日 - 28日、天王洲 銀河劇場 / 8月2日・3日、サンケイホールブリーゼ） - シオン 役 [156]
- 日本昔ばなし 太宰治作品 お伽草紙より 舞台版『舌切雀』（2024年2月9日 - 18日、ヒューリックホール東京） - めぐみ 役[157]
- 熱海殺人事件〜モンテカルロイリュージョン〜（2024年5月15日 - 19日、すみだパークシアター倉） - 主演・水野朋子 / 山口アイ子 役[158]
- 虹色唱歌（2024年10月18日 - 22日、紀伊國屋ホール / 11月3日・4日、近鉄アート館） - ヒロイン・大久保潔子 / 大久保清子 （二役）役[159]

### CM
- かっぱ寿司（2012年5月21日[160] - ） - 長田成哉と共演[161]。
- グリコ乳業 カフェオーレ（キマグレンとのユニット『きっかレン』として出演）[22]
  - 「きっかレン カフェ」篇（2013年6月 - ）[162]
  - 「きっかレン ステージ」篇（2013年6月 - ）[163]
- ピザーラVSピザブラック「ブルーハワイ」篇（2014年7月）[164][165]
- アイリスオーヤマ 音声操作シーリングライト「魔法のことば」篇（2019年10月）[166]

### WEB動画
- ポッカサッポロフード&ビバレッジ「辛王」（2016年3月）[167]
- サントリー「 頂〈いただき〉」（2017年7月）[168]

### WEBマガジン
- 吉川友の試みのおからパウダー[169]（ガラスガール、2022年3月～）

## 書籍

### 写真集
- YOU（2011年8月17日、ワニブックス、撮影：樂滿直城）[170] ISBN 978-4847043888
- YOU21（2013年5月1日、ワニブックス、撮影：栗山秀作、熊谷貫、小池伸一郎、西田幸樹、藤本和典、MARCO）ISBN 978-4847045455 [171]
- 誘惑（2014年7月27日、ワニブックス、撮影：西條彰仁）ISBN 978-4847046711 [172][173]